# Liste der Wappen im Landkreis Landsberg am Lech
Die Liste der Wappen im Landkreis Landsberg am Lech zeigt die Wappen der Gemeinden im bayerischen Landkreis Landsberg am Lech.

## Landkreis Landsberg am Lech

Landkreis Landsberg am Lech Unter Schildhaupt mit den bayerischen Rauten gespalten von Rot und Silber; vorne ein goldener Adler, hinten ein roter Löwe.
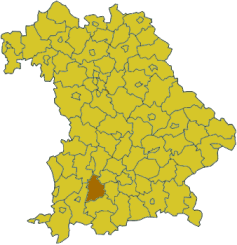
Lage des Landkreises Landsberg am Lech in Bayern
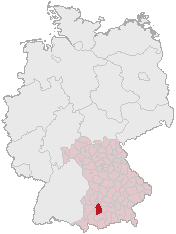
Lage des Landkreises Landsberg am Lech in Deutschland

## Wappen der Städte, Märkte und Gemeinden

Gemeinde Apfeldorf In Gold auf grünem Dreiberg ein mit Zinnen besetzter roter Giebelturm, dem ein blauer Wellenbalken unterlegt ist.
Gemeinde Denklingen In Rot ein silberner Weih auf silbernem Dreiberg.
Markt Dießen a.Ammersee In Gold der stehende heilige Georg in silberner Rüstung mit rotem Kreuz und rotem Waffenrock, die Rechte gestützt auf einen silbernen Schild mit rotem Kreuz, in der Linken das Kreuzbanner; links daneben ein senkrecht gestellter blauer Fisch.
Gemeinde Eching a.Ammersee Gespalten; vorne in Blau ein wachsender goldener Abtstab, hinten dreimal wellenförmig schräggeteilt von Rot und Silber.[1]
Gemeinde Egling a.d.Paar In Rot ein dreizackiger, aufrecht stehender silberner Ger.
Gemeinde Eresing Über stumpfer goldener Spitze, darin ein blaues Ulrichskreuz, in Schwarz zwei schräg gekreuzte goldene Streitkolben mit silbernen Griffen.
Gemeinde Finning In Schwarz ein silberner Wellenschrägbalken, belegt mit einem schräg gestellten blauen Schwert.
Gemeinde Fuchstal Über silbernem Schildfuß, darin ein aus dem rechten Schildrand wachsendes rotes Ruder, gespalten; vorne in Blau ein silberner Wellenschrägbalken, hinten in Gold ein grünes Eschenblatt.
Gemeinde Geltendorf Gespalten von Silber und Blau; vorne ein blauer Schräglinksbalken, hinten auf goldenem Sechsberg ein rotes Tatzenkreuz.
Gemeinde Greifenberg Gespalten; vorne in Silber auf rotem Dreiberg ein nach links schreitender schwarzer Bär, hinten von Rot und Silber dreimal wellenförmig geteilt.
Gemeinde Hofstetten Unter einem silbernen, mit zwei schräg gekreuzten roten Schlüsseln belegten Schildhaupt in Rot zwei aus einem silbernen Hegezaun aufwachsende silberne Fichten.
Gemeinde Hurlach Unter schwarzem Schildhaupt gerautet von Silber und Rot.
Gemeinde Igling Über goldenem Dreiberg in Schwarz drei goldene Flammen aus silbernem Wolkenschildhaupt züngelnd.
Markt Kaufering In Silber auf grünem Dreiberg ein aufsteigender, goldbewehrter roter Löwe.
Gemeinde Kinsau Durch einen goldenen Wellenbalken schräglinks geteilt von Schwarz und Grün; oben eine goldene Krone, unten eine wachsende goldene Frauenschuhblüte.
Große Kreisstadt Landsberg am Lech In Silber auf grünem Dreiberg ein rotes Kreuz.
Gemeinde Obermeitingen Gespalten von Rot und Silber; vorne ein schwebendes goldenes Tatzenkreuz, hinten eine bewurzelte rote Buche; im Schildfuß ein von Silber und Schwarz gespaltener durchgehender Balken in Form von Straßenplatten.
Gemeinde Penzing In Gold zwei schräg gekreuzte rote Schlüssel, belegt mit einem senkrecht gestellten blauen Schwert.
Gemeinde Prittriching Geteilt von Silber und Rot, belegt mit einem aus dem unteren Schildrand wachsenden silbernen Turm mit rotem Spitzdach und rot gedeckten Erkern.
Gemeinde Pürgen In Silber ein gesenkter schwarzer Balken; oben schreitend ein rot bewehrter schwarzer Löwe, im Schildfuß ein grüner Dreiberg.
Gemeinde Reichling Unter blauem Schildhaupt, darin schräg gekreuzt ein goldener Schlüssel und ein gestürztes goldenes Schwert, in Silber über einem grünen Dreiberg ein roter Einhornrumpf.[2]
Gemeinde Rott In Silber über einem gesenkten blauen Wellenbalken, darin ein silberner Holzschuh, schräg gekreuzt ein roter Schlüssel und ein blaues Rodungsbeil mit rotem Stiel.
Gemeinde Scheuring Im Wolkenschnitt schräglinks geteilt von Grün und Gold; oben und unten je ein Kreuz in verwechselter Farbe.
Gemeinde Schondorf a.Ammersee In Rot über zwei silbernen Wellenleisten der silberne Rumpf eines golden gekrönten Einhorns mit blaugesteintem goldenem Ring am Horn.
Gemeinde Schwifting Gespalten von Gold und Rot; vorne eine siebenblätterige silberne Buchenstaude, hinten ein aus einem grünen Dreiberg wachsender schwarzer Steinbock.
Gemeinde Thaining In Silber über grünem Dreiberg schwebend ein schwarzes Mühlrad.
Gemeinde Unterdießen Im Wolkenschnitt schräglinks geteilt von Blau und Gold; oben eine goldene Mitra, unten eine schräglinks gestellte schwarze Lanze.
Gemeinde Utting a.Ammersee Schild geteilt; oben in Blau ein wachsender goldener Adler, unten in Gold ein blauer Fisch über blauen Wasserwellen.
Gemeinde Vilgertshofen In Gold ein linker roter Seitensparren, der ein rotes Tatzenkreuz einschließt; davor übereinander zwei rote Tatzenkreuze.
Gemeinde Weil In Silber ein schwarzes Tatzenkreuz, belegt mit silbernem Herzschild, darin eine rote Schafschere.
Gemeinde Windach In Blau unter einem silbernen Wellenbalken ein aufspringendes, golden bewehrtes silbernes Ross auf silbernem Dreiberg.

## Ehemalige Gemeinden mit eigenem Wappen

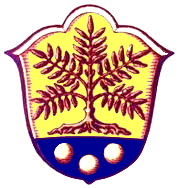
Gemeinde Asch
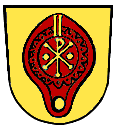
Gemeinde Epfach
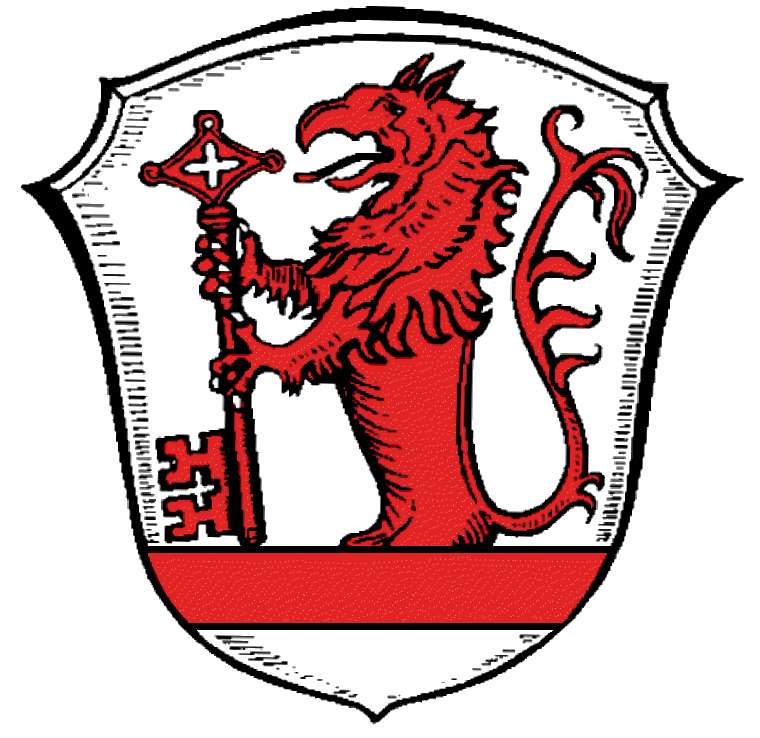
Gemeinde Erpfting Über von Rot und Silber geteiltem Schildfuß in Silber ein wachsender roter Greifenlöwe, der mit beiden Tatzen einen roten Schlüssel hält
Gemeinde Hagenheim Unter einem silbernen, mit zwei schräg gekreuzten roten Schlüsseln belegten Schildhaupt in Rot zwei aus einem silbernen Hegezaun aufwachsende silberne Fichten.[3]
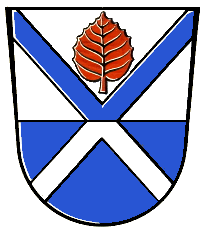
Gemeinde Heinrichshofen
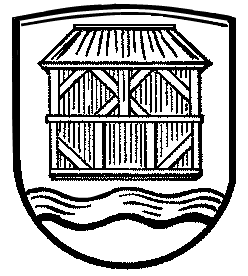
Gemeinde Holzhausen b.Buchloe
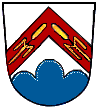
Gemeinde Issing In Silber über grünem Dreiberg ein roter Sparren, dem zwei goldene Mooskolben aufgelegt sind.
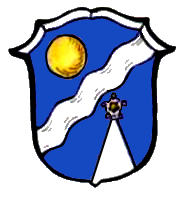
Gemeinde Leeder
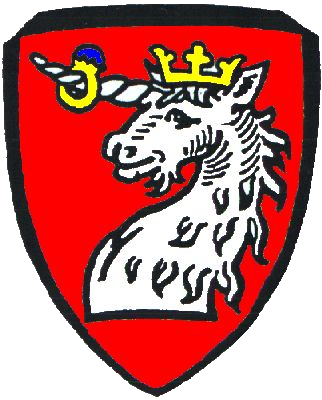
Gemeinde Oberschondorf
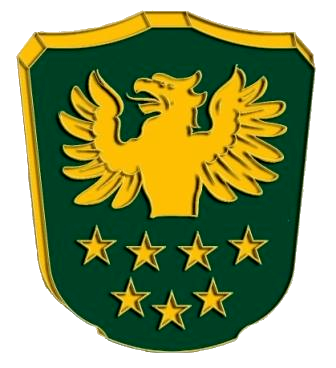
Gemeinde Rieden a.Ammersee
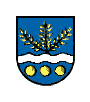
Gemeinde Seestall
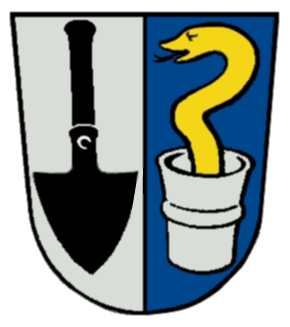
Gemeinde Untermühlhausen
Gemeinde Walleshausen Geteilt, oben in Blau eine silberne Hirschkuh, unten geschacht von Rot und Silber.